# Veľká Ves
Veľká Ves (hongrois : Losoncnagyfalu) est un village de Slovaquie situé dans la région de Banská Bystrica.

## Histoire
La première mention écrite du village date de 1335.

## Démographie

### Évolution de la population
| Année:               | 1994. | 2004.   | 2014.   | 2024.   |
| -------------------- | ----- | ------- | ------- | ------- |
| Nombre de personnes: | 441   | 428     | 450     | 410     |
| Différence:          |       | -2,94 % | +5,14 % | -8,88 % |

| Année:               | 2023. | 2024.   |
| -------------------- | ----- | ------- |
| Nombre de personnes: | 406   | 410     |
| Différence:          |       | +0,98 % |